# Jevgenij Koroljov
Jevgenij Koroljov (russisk: Евгений Евгеньевич Королёв tr. Jevgenij Jevgenjevitj Koroljov ; født 14. februar 1988 i Moskva, Sovjetunionen) er en russisk tennisspiller, der blev professionel i 2005. Han har, pr. maj 2009, endnu ikke vundet nogen ATP-turneringer.
Korolev er 185 cm. høj og vejer 82 kilo.